# 青柳北 (市原市)
青柳北（あおやぎきた）は、千葉県市原市の五井地区にある町丁。現行行政地名は青柳北一丁目から青柳北四丁目。郵便番号は299-0101。

## 概要
市原市北西部の五井地区に位置する。
青柳北一丁目から青柳北三丁目は市原市工業特別地区第一土地区画整理事業、青柳北四丁目は天王新田土地区画整理事業によって新設された町丁である。青柳北一丁目は商業施設や工業地帯のため人口は0人である。全域に住居表示が実施されているが、換地処分時に地番変更を実施しているため、ほぼ全ての範囲で地番と住居表示の数字は一致する。

## 地理

### 地名
青柳北は大字青柳の北部に位置していたことに由来する。

### 地価
2016年の公示地価によると千葉県市原市青柳北2丁目3番1で25,100（円/m²）である。

### 隣接町丁字
北は五井南海岸と松ケ島西、東は五井西、西は五井南海岸、南は青柳と接している。

## 歴史

### 概説
千葉県が施行した市原市特別工業地区第一土地区画整理事業実施区域のうち、南部の大字青柳及びその周辺区域を町丁域として新設されたのが青柳北である。のちに、市原市が設置した土地区画整理組合による天王新田土地区画整理事業の実施区域の全てが、青柳北四丁目として編入している。

### 年表
- 1975年（昭和50年）1月7日 - 市原市特別工業地区第一土地区画整理事業の換地処分による地番変更実施[7]。青柳北一丁目から青柳北三丁目が成立[7]。
- 1999年（平成11年）2月2日 - 天王新田土地区画整理事業の換地処分による地番変更実施[7]。青柳北四丁目を追加[12]。

## 世帯数と人口
2023年（令和5年）4月1日現在の世帯数と人口は以下の通りである。
| 町丁字       | 世帯数 | 人口総数 | 人口 | 人口   | 人口     | 人口     | 人口 | 人口   | 世帯人員 |
| 町丁字       | 世帯数 | 人口総数 | 若年 | 若年   | 生産年齢 | 生産年齢 | 高齢 | 高齢   | 世帯人員 |
| ------------ | ------ | -------- | ---- | ------ | -------- | -------- | ---- | ------ | -------- |
| 青柳北一丁目 | 0世帯  | 0人      | 0人  | 0.00%  | 0人      | 0.00%    | 0人  | 0.00%  | 0.00人   |
| 青柳北二丁目 | 6世帯  | 10人     | 0人  | 0.00%  | 8人      | 80.00%   | 2人  | 20.00% | 1.67人   |
| 青柳北三丁目 | 14世帯 | 31人     | 4人  | 12.90% | 17人     | 54.84%   | 10人 | 32.26% | 2.21人   |
| 青柳北四丁目 | 57世帯 | 112人    | 20人 | 17.86% | 71人     | 63.39%   | 21人 | 18.75% | 1.96人   |
| 合計         | 77世帯 | 153人    | 24人 | 15.69% | 96人     | 62.75%   | 33人 | 21.56% | 1.99人   |

## 通学区域
市立小学校・市立中学校にと県立高等学校の通学区域は下の通りとであ。
| 町丁字       | 範囲 | 小学校             | 中学校             | 高等学校 |
| ------------ | ---- | ------------------ | ------------------ | -------- |
| 青柳北一丁目 | 全域 | 市原市立千種小学校 | 市原市立千種中学校 | 第9学区  |
| 青柳北二丁目 | 全域 | 市原市立千種小学校 | 市原市立千種中学校 | 第9学区  |
| 青柳北三丁目 | 全域 | 市原市立千種小学校 | 市原市立千種中学校 | 第9学区  |
| 青柳北四丁目 | 全域 | 市原市立千種小学校 | 市原市立千種中学校 | 第9学区  |

## 施設
- ドン・キホーテUNY市原店
- 日本化工食品千葉工場
- 大日本明治製糖千葉工場
- 青柳公園

## 交通

### 鉄道
大字内に駅はないが、最寄り駅は五井駅である。

### 道路
国道や千葉県道は通っていない。

### バス
町丁字内を通過する一般路線バスの路線は以下の通りである。
| 運行会社 | 系統     | 経由 | 起点       | 終点         | 参考 |
| -------- | -------- | ---- | ---------- | ------------ | ---- |
| 小湊鐵道 | 五23系統 |      | 五井駅西口 | 姉ケ崎駅西口 |      |